# 安德拉斯·西蒙
安德拉斯·西蒙（匈牙利語：András Simon；1990年3月30日—）是一位匈牙利足球運動員。在場上的位置是防守型中場。他現在效力於匈牙利足球甲級聯賽球隊帕克斯足球俱樂部。他曾效力於利物浦足球俱樂部。他的雙胞胎哥哥亞當·西蒙也是一位足球運動員。